# Ex aequo
Ex aequo, abreujat d'ex aequo merito, és una locució llatina que significa la igualtat de mèrits entre dues persones o dos equips. S'utilitza en qualsevol mena de classificació quan dos o més participants han aconseguit el mateix resultat o premi. Gramaticalment, està formada per la preposició ex i l'ablatiu de aequus ('llis', 'pla', 'igual').